# Марк Юний Брут (обвинитель)
Марк Юний Брут (лат. Marcus Iunius Brutus; родился, по разным версиям, приблизительно в 154/153, между 150 и 145 или между 150 и 140 годами до н. э. — умер после 91 года до н. э.) — римский оратор и судебный обвинитель из плебейского рода Юниев. Упоминается в источниках в связи с двумя судебными процессами. У античных авторов получил прозвище Акузатор («обвинитель»).

## Биография
Марк Юний принадлежал к плебейскому роду Юниев, первые достоверные известия о котором относятся к концу IV века до н. э. Позже, в I веке до н. э., плебеи Бруты уже претендовали на происхождение от патриция Луция Юния Брута, легендарного основателя Римской Республики, имевшего якобы троянское происхождение. Предположительно Марк Юний приходился внуком консулу 178 года до н. э. того же имени и племянником Дециму Юнию Бруту Каллаику, консулу 138 года до н. э., прославившемуся своими победами в Испании. Отец Марка, носивший тот же преномен, достиг в своей карьере претуры и стал общепризнанным авторитетом в сфере гражданского права. Известно, что одно из его юридических сочинений построено в форме диалога с сыном.
О времени жизни Марка Юния в историографии есть только предположения. Марк Туллий Цицерон упоминает этого Брута в одноимённом трактате в числе «младших современников Гая Гракха»; два судебных процесса, в которых Марк Юний участвовал, могут датироваться примерно 114 и 91 (или временем незадолго до 91) годами до н. э.; его отец был претором предположительно в 140 году до н. э. и, возможно, курульным эдилом в 146 году до н. э. Исходя из всех этих данных, Фридрих Мюнцер считает Брута ровесником Гая Гракха (тот родился в 154/153 году до н. э.), а Грэхем Самнер датирует рождение Брута периодом между 150 и 145 или между 150 и 140 годами до н. э.
Марк Юний никогда не был на военной службе и делать политическую карьеру отказался: он стал профессиональным обвинителем, причём, по словам Цицерона, «энергичным и опасным». Вероятно, в этом ему помогали обширные познания в сфере права, полученные с детства благодаря отцу, к тому же Брут был «пылким и находчивым» оратором. Такого рода деятельность не соответствовала тогдашним представлениям об образе жизни римского аристократа. Знатный нобиль должен был умножать славу рода, двигаясь по cursus honorum («пути чести»), и, в частности, Цицерон осуждает Брута, констатируя, что тот «с таким именем, имея такого отца, достойнейшего человека и опытнейшего правоведа, не стал добиваться должностей». К тому же считалось, что для аристократа допустимо выступать в роли обвинителя не более одного раза: тот же Цицерон писал, что «стремление угрожать гражданским правам многих людей… свойственно жестокому человеку, вернее, даже не человеку вообще. Согласиться на своё назначение в качестве обвинителя и опасно для него самого, и даже позорно для его имени. Таков был удел Марка Брута, человека очень знатного».
Все сохранившиеся источники содержат резко негативные оценки деятельности Брута. Его открыто называют позором рода Юниев; основаниями для этого стали как предосудительная профессиональная деятельность, так и расточительство Марка, из-за которого он продал всё отцовское имущество — дом, бани, виллы. Античные авторы дали этому Бруту явно уничижительное прозвище Акузатор («обвинитель»).
В источниках упоминаются только два процесса, в которых участвовал Марк Юний (оба он проиграл). В одном из процессов Брут обвинял в вымогательствах Марка Эмилия Скавра. Текст произнесённой им речи был позже опубликован и, вероятно, имел определённое значение для оценок личности и деятельности Скавра римским обществом. Ответная речь подсудимого (Contra Brutum de pecuniis repetundis) тоже была издана; сохранились две цитаты из неё, тогда как текст речи Брута утрачен полностью. Дата процесса неизвестна, это могло быть время сразу после консулата обвиняемого (114 год до н. э.) и вплоть до 91 года до н. э.
Второй процесс, в описании которого сохранились некоторые подробности, — суд над Гнеем Планком, происходивший в начале 91 года до н. э. или незадолго до того. Защитником был лучший оратор той эпохи Луций Лициний Красс, который ненавидел Брута и, по словам Цицерона, «считал его достойным любых поношений». Марк Юний, чтобы скомпрометировать оппонента, приказал двум своим секретарям читать попеременно две речи Луция Лициния — против сената (о колонии Нарбонна) и в защиту сената (в поддержку Сервилиева закона). Вторая речь к тому же содержала резкие выпады против всадников, из числа которых набирали присяжных. Красс нанёс ответный удар, вызвав трёх чтецов с сочинением отца Брута по гражданскому праву. В первых фразах каждой из трёх книг этого сочинения упоминались родовые поместья, которые обвинитель успел промотать. Снабдив эти цитаты своими комментариями, Луций Лициний выставил Брута перед судьями беспутным человеком. Ту же цель он преследовал, когда на слова оппонента «Здесь и потеть-то не с чего» (Марк Юний хотел сказать, что вина Планка очевидна, и обвинителю не придётся прикладывать усилия) ответил колкостью: «Конечно, не с чего: ведь ты только что расстался с баней» (незадолго до того Брут продал и баню тоже).
Красс использовал для победы над Брутом и трагический пафос. Во время судебного заседания прямо через Форум проходила похоронная процессия с телом старой матроны Юнии, родственницы обвинителя. Увидев её, защитник неожиданно для всех собравшихся «с негодованием и стремительностью воскликнул: „Ты сидишь, Брут? Что же должна передать покойница от тебя твоему отцу? Всем тем, чьи изображения движутся перед тобой? Твоим предкам? Луцию Бруту, избавившему народ наш от царского гнета? Что сказать им о твоей жизни? О твоих делах, о твоей славе, о твоей доблести?“» В результате Марку Юнию пришлось пожалеть о том, что он задел Красса, и процесс был им проигран.